# Cerkev sv. Brikcija, Četena Ravan
Cerkev sv. Brikcija je cerkev, posvečena sv. Brikciju in stoji na obrobju vasi Četena Ravan. Cerkev je posvečena sv. Brikciju, saj je območje plazovito, sv. Brikcij pa je zavetnik pred plazovi.
Dokončali so jo leta 1700 in stoji na strmem travnatem pomolu. Sprva je bil objekt samo kapela, kasneje so ji dogradili še zvonik in glavno ladjo. Prvič je bila obnovljena leta 1871, v kateri so zaradi stenskih razpok dodali še stranske oltarje sv. Neže in sv. Lucije. Tam so prej stale poslikave, poslikal jih je Jernej iz Loke. Leta 1910 je bila dograjena zakristija. Bronast zvon so med 1. svetovno vojno pretalili za topove, naslednji zvon je bil železen, kupljen je bil leta 1925. Leta 1963 je bila obnovljena streha na zvoniku. Leta 1983 so odpravili še stenske razpoke. Oltar je bil obnovljen leta 2016, stranska oltarja sta bila obnovljena leta 2021.